# Нова Аквітанія
Нова Аквітанія (фр. Nouvelle-Aquitaine фр. вимова: [nuvɛl akitɛn] ( прослухати); окс. Nòva Aquitània [ˈnɔβɔ akiˈtanjɔ] або Novèla Aquitània [nuˈβɛlɔ akiˈtanjɔ]; баск. Akitania Berria; пуат.-сент. Novéle-Aguiéne; ісп. Nueva Aquitania) — регіон на південному заході сучасної Франції. Столиця регіону — Бордо. Площа регіону 84 060 км². 
Складається з департаментів Дордонь, Жиронда, Ланди (департамент), Лот і Гаронна, Атлантичні Піренеї, В'єнна, Де-Севр, Приморська Шаранта, Шаранта, Крез, Коррез, Верхня В'єнна.
Новий регіон створено відповідно до територіальної реформи французьких регіонів 2014 року у результаті об'єднання регіонів Аквітанія, Лімузен і Пуату-Шарант. Датою утворення нового регіону вважається 1 січня 2016 року.

## Назва
У тексті закону визначено тимчасове найменування регіону, що складається зі сполучення назв існуючих історичних регіонів Аквітанія (фр. Aquitaine), Лімузен (фр. Limousin) та здвоєної назви регіону Пуату-Шарант (фр. Poitou-Charentes), розділених (у французькому та українському написанні) дефісами. Постійна назва та розташування регіональної столиці були визначені Регіональною радою — Нова Аквітанія та Бордо.

## Географія
Регіон, загальною площею 84 061 км² є найбільшим у метропольній Франції. Він розташований на південному заході країни й межує з регіонами Пеї-де-ла-Луар та Центр — Долина Луари на півночі, Овернь-Рона-Альпи та Окситанія на сході, з Іспанією на півдні. Із заходу регіон омивається Атлантичним океаном.
Територією регіону протікають дві з п'яти Великих річок Франції: Гаронна та Луара, а також велика річка Дордонь. Зі сходу регіон обмежений височинами Центрального масиву, а з півдня — Піренеями.

## Історія
1790 року історичні провінції Франції були переформовані в департаменти. Під час Третьої республіки в 1919 році Етьєном Клементелем(англ.) було засновано «економічні регіони» та зроблено першу спробу економічного планування.
30 червня 1941 року уряд маршала Петена об'єднав департаменти під керівництвом регіонального перфекта. Вони проіснували до 1946 року й були знову створені 1960 року. Така структура залишалася незмінною до 2015 року.

## Адміністративний поділ
Регіон покриває площу понад 84 061 км² з чисельністю населення 5 844 177 осіб. Щільність населення становить (станом на 2013 рік) 69,52 осіб/км². Адміністративний центр — Бордо.

### Департаменти
| Департамент | Департамент        | Герб | Площа      | Населення | Щільність населення | Префектура    |
| ----------- | ------------------ | ---- | ---------- | --------- | ------------------- | ------------- |
| 16          | Шаранта            |      | 5956 км²   | 353 657   | 61,19 чол/км²       | Ангулем       |
| 17          | Приморська Шаранта |      | 6864 км²   | 628 733   | 93,36 чол/км²       | Ла-Рошель     |
| 19          | Коррез             |      | 5857 км²   | 241 247   | 43,07 чол/км²       | Тюль          |
| 23          | Крез               |      | 5565 км²   | 121 517   | 22,99 чол/км²       | Гере          |
| 24          | Дордонь            |      | 9060 км²   | 416 384   | 47,09 чол/км²       | Периге        |
| 33          | Жиронда            |      | 10 725 км² | 1 483 712 | 137,93 чол/км²      | Бордо         |
| 40          | Ланди              |      | 9243 км²   | 392 884   | 43,03 чол/км²       | Мон-де-Марсан |
| 47          | Лот і Гаронна      |      | 5361 км²   | 332 119   | 63,89 чол/км²       | Ажен          |
| 64          | Атлантичні Піренеї |      | 7645 км²   | 660 871   | 88,28 чол/км²       | По            |
| 79          | Де-Севр            |      | 5999 км²   | 371 583   | 63,44 чол/км²       | Ніор          |
| 86          | В'єнна             |      | 6990 км²   | 430 018   | 62,74 чол/км²       | Пуатьє        |
| 87          | Верхня В'єнна      |      | 5520 км²   | 375 869   | 69,71 чол/км²       | Лімож         |